# Jérôme Cohen-Olivar
Jérôme Cohen-Olivar né le 6 juin 1964, à Paris (France) est un scénariste, réalisateur et producteur de film franco-marocain.

## Biographie
Il passe la majeure partie de son enfance au Maroc où il tourne des films en Super 8 mm avant de partir pour Los Angeles. Il fait ses études de collège à l'université de Californie à Los Angeles (UCLA) et plus tard au Lee Strasberg Theater Institute. Son premier court-métrage Susan Susan, une satire sur l’immigration clandestine aux États-Unis, est acheté par Disney pour un montant avoisinant les 300 000 dollars. Avec son ami d’enfance Albert Levy, Jérôme Cohen-Olivar produit un premier long métrage intitulé Unveiled. Le film n’a pas le succès escompté dans les salles mais se vend bien en vidéo. Cool Crime, une comédie amère sur un gang de fantômes errant dans Los Angeles fait l’ouverture du festival de Palm Springs et permet au réalisateur de signer avec l'agence artistique CAA. En 2008, le réalisateur signe Kandisha, un film fantastique inspiré d’une légende marocaine Aïsha Kandisha datant du XIVe siècle.

## Filmographie

### Scénariste et réalisateur
- 1999 : Cool Crime
- 2008 : Kandisha (Festival international du film fantastique de Bruxelles en 2009)
- 2015 : L'Orchestre de Minuit

### Producteur
- 1994 : Unveiled